# Bright Omokaro
Bright Omokaro (ur. 24 lutego 1965) – nigeryjski piłkarz grający na pozycji obrońcy. W swojej karierze grał w reprezentacji Nigerii.

## Kariera klubowa
W swojej karierze Omokaro grał w klubie Flash Flamingoes.

## Kariera reprezentacyjna
W reprezentacji Nigerii Omokaro zadebiutował w 1984 roku. W 1988 roku został powołany do kadry na Puchar Narodów Afryki 1988. Na tym turnieju rozegrał pięć meczów: grupowe z Kenią (3:0), z Kamerunem (1:1) i z Egiptem (0:0), półfinałowy z Algierią (1:1, k. 9:8) i finałowy z Kamerunem (0:1). Z Nigerią ponownie został wicemistrzem Afryki. W tym samym roku brał również udział w Igrzyskach Olimpijskich w Seulu. W kadrze narodowej grał do 1989 roku.